# Potez 32
Dimensions
Le Potez 32  est un monoplan monomoteur français conçu en 1927.

## Historique
Le Potez 32 est construit par la société des Aéroplanes Henry Potez. Il dérive du Potez 29 biplan, dont il reprend le fuselage et le plan supérieur de l'aile. La transformation en monoplan permet de réduire la traînée, le poids, la puissance et le coût d'utilisation de l'avion. La vitesse et le plafond de l'appareil sont toutefois amoindris. Les aménagements pour les passagers comprennent un lavabo, des toilettes et une soute à bagage. Les premiers essais ont lieu à Villacoublay en octobre 1927 puis l'avion est exposé au Salon de l'aéronautique du 29 juin au 15 juillet 1928. Le 1er septembre 1928, Maurice Weiss (1901 -1929) remporte le quatrième rallye d'Auvergne à ses commandes.
L'avion équipe plusieurs compagnies aériennes qui desservent l'Amérique du Sud, le Canada, l'Indochine et l'est de l'Europe, les états chinois et français ainsi que des entreprises et des particuliers.
Sa production cesse en 1930.

## Variantes
Vingt-trois versions sont déclarées par Potez dont 15 ont pu être recensées.
- 32.01 : moteur Salmson Ab de 230 ch, prototype
- 32.1 : moteur Salmson Ab de 230 ch, commercial
- 32.2 : moteur Lorraine-Dietrich 7 Ma de 230 ch, commercial
- 32.3 : moteur Salmson Ab de 230 ch, commercial, modifié pour certains avec un Wright J5
- 32.4 : moteur Gnome et Rhône 5 Ba Titan, commercial pour la CNIDA
- 32.5 : moteur Salmson Ab de 230 ch avec réservoir de 700l, version de raid
- 32.6 : moteur Salmson Ab de 230 ch, version photographique
- 32.7 : moteur Salmson Ab de 230 ch, commercial Aéropostal
- 32.8 : moteur Salmson Ab de 230 ch, commercial CNIDA
- 32.9 : moteur Salmson Ab de 230 ch, commercial transport public
- 32.10 : moteur Salmson Ab de 230 ch, version de raid
- 32.11 : moteur Salmson Ab de 230 ch, commercial hydravion
- 32.12 : moteur Salmson Ab de 230 ch, version photographique Espagne
- 32.13 : moteur Salmson Ab de 230 ch, SEAIE/Air Asie
- 32.14 : moteur Salmson Ab de 230 ch, STAé
- 32.15 : Moteur Hispano-Suiza 6 Mbr de 285 ch

## Utilisateurs
- France :
  - Aéronautique militaire : version 32.5, avion personnel du général Victor Denain
  - Service technique de l'aéronautique (STAé) : 1 exemplaire
  - Potez : 1 prototype
  - Air Asie puis Air Orient : 4 exemplaires
  - Compagnie générale aéropostale : 1 exemplaire, cédé par la suite aux Ailes Lyonnaises, à l'Aéro-Club du Dauphiné, à Potez Aero-Service puis à un particulier[3]
  - Compagnie internationale de navigation aérienne (CIDNA) : 8 exemplaires
  - Compagnie minière du Congo Français : 1 exemplaire[4]
  - Société pour le Développement de l'Aviation : 1 exemplaire, cédé par la suite à un particulier[5]
  - Opérateur privé : Louis Tamme, 1 exemplaire[6]
- Argentine :
  - Opérateur privé : 1 exemplaire
- Canada :
  - Fast Air Service Transport_Company Limited : 7 exemplaires
- Chine :
  - Gouvernement central de Nankin : 2 exemplaires
  - Province de Mandchourie :  avion du général Fong Young
  - Province de Sichuan : 1 exemplaire
  - Province de Yunnan : 1 exemplaire